# Бурлака Микола Якович
Микола Якович Бурлака (нар. 9 травня 1930, село Улянівка, тепер смт. Білопільського району Сумської області — 2015, село Великосілки Кам'янка-Бузького району Львівської області) — український радянський діяч, голова колгоспу «Україна» Кам'янсько-Бузького району Львівської області. Депутат Верховної Ради СРСР 10—11-го скликань. 

## Біографія
Народився в селянській родині на Сумщині. Батько, Яків Юхимович, працював пасічником колгоспу.
Закінчив семирічну школу в селі Улянівці Сумської області. У 1948—1950 роках навчався в сільськогосподарському технікумі.
У 1950—1953 роках — служба в Радянській армії.
Після демобілізації продовжив навчання в сільськогосподарському технікумі, який закінчив у 1955 році.
З 1955 по 1970 рік — агроном, головний агроном колгоспу імені Конєва (потім — імені Ленінського комсомолу, імені Калініна) села Ільковичі Сокальського району; головний агроном колгоспу імені Лопатіна села Скоморохи Сокальського району Львівської області.
Член КПРС з 1957 року.
Закінчив заочно Львівський сільськогосподарський інститут, здобув спеціальність агронома.
З 1970 року — голова колгоспу «Україна» села Великосілка Кам'янка-Бузького району Львівської області.
Потім — на пенсії в селі Великосілки Кам'янка-Бузького району Львівської області.

## Нагороди
- орден Леніна
- орден Трудового Червоного Прапора
- орден «Знак Пошани»
- медаль «За трудову відзнаку»
- медалі